# آرتور (فیلم ۱۹۸۱)
آرتور (به انگلیسی: Arthur) فیلمی ۹۷ دقیقه‌ای به کارگردانی استیو گوردون با بازی دادلی مور محصول کشور ایالات متحده آمریکا است.